# جوخه الحارثی
جوخه الحارثی (انگلیسی: Jokha al-Harthi؛ زادهٔ ۱۹۷۸) رمان‌نویس، نویسندهٔ داستان کوتاه، و استاد دانشگاه اهل عمان است که به خاطر نگارش رمان «اجرام آسمانی» (سیدات القمر) برنده جایزه جهانی من بوکر سال ۲۰۱۹ شده‌است که دربارهٔ زندگی سه خواهر و خانواده‌هایشان و تغییرات اجتماعی در عمان است. الحارثی اولین نویسنده اهل عمان است که آثارش به انگلیسی ترجمه می‌شود. وی دارای مدرک دکتری ادبیات عربی از دانشگاه ادینبرا، اسکاتلند است. ترجمه فارسی این کتاب برای اولین بار در ایران به نام «دختران مهتاب» توسط نرگس بیگدلی و دومین بار با نام «بانوان مهتاب» توسط معین سالمی در انتشارات نگارتابان (از زبان عربی) ترجمه شده ‌است.
( خلاصه رمان بانوان مهتاب روایت سه خواهر با نام های میا، اسما و خوله است که در روستای العوافی در حومه ی مسقط زندگی می کنند. زمان شگل گیری رخدادهای داستان همزمان با استعمار کشور عمان است و سه خواهر دگرگونی اجتماعی کشورشان و عبور از دوران استعمار به پسا استعمار را شاهدند. میا، بعد از برخاستن از پشت چرخ خیاطی علامت پروانه دارش و پیوند با فرزند سلیمان تاجر دچار نوعی دگرگونی در زندگی می شود. از دو پسر عیسی مهاجر که خواستگار دو خواهر دیگرند تنها اسما تن به پیوند می دهد و خوله پس از امتناع از این ماجرا همچنان به وعده ی کودکی خود با ناصر که اکنون در کانادا به سر می برد پایبند است.

## اثار
- دختران مهتاب برنده جایزه ادبی من بوکر